# Шкарин, Антон Павлович
Антон Павлович Шкарин (род. 15 ноября 1982, Гижига, Магаданская область) — российский игрок в пляжный футбол. Защитник и играющий главный тренер московского «Спартака». Заслуженный мастер спорта России. Трёхкратный чемпион мира (2011, 2013, 2021). Является одним из ключевых игроков национальной команды, рекордсмен по количеству проведенных международных матчей.

## Карьера
Антон дебютировал в пляжном в футболе в 2005 году в составе команды «Сити-Химик» из Воронежа. В 2006 году он перешел в Строгино. С 2010 по 2018 год Шкарин выступал в составе «Локомотива».
Антон Шкарин является игроком сборной России с 2005 года. За свою карьеру он трижды выигрывал чемпионат мира и 4 раза чемпионат Европы.
На чемпионате мира 2013 в финальном матче против сборной Испании (5:1) забил первый мяч.
В 2016 году он провел двухсотый матч в составе сборной России.

## Достижения
- Чемпион мира по пляжному футболу (3): 2011, 2013 , 2021
- Победитель Кубка Европы (2): 2010, 2012;
- Победитель Евролиги (2): 2009, 2011;
- Чемпион России по пляжному футболу (6): 2005, 2008, 2009, 2010, 2011, 2012
- Кубок России по пляжному футболу (4): 2008, 2009, 2011, 2012
- Победитель Суперкубка России по пляжному футболу: 2011
- Победитель Кубка Евразии: 2011

Приказом министра спорта № 66-нг от 21 декабря 2012 г. удостоен почётного звания — Заслуженный мастер спорта России.